# 南極の人口統計

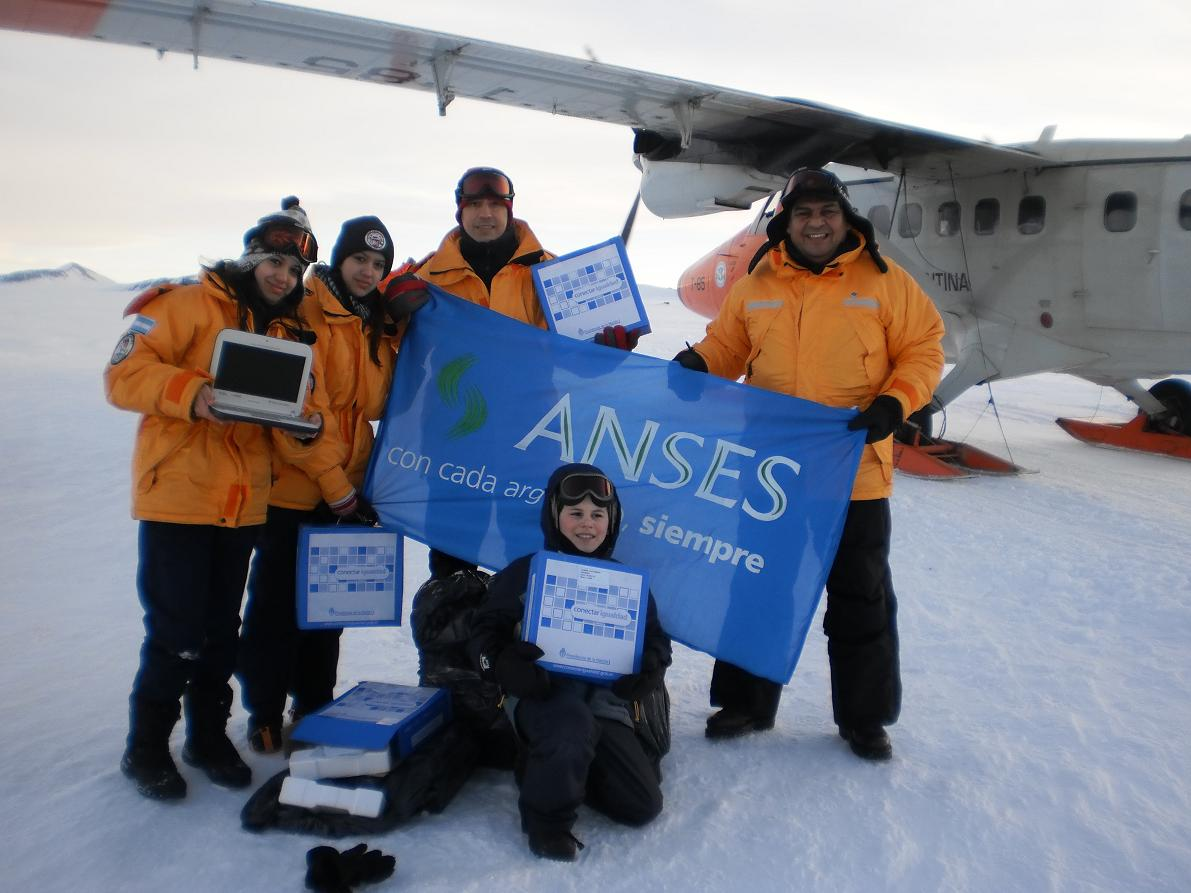
エスペランサ基地にある学校の児童・生徒・教師

南極の人口統計（なんきょくのじんこうとうけい）は、南極大陸とその周辺の地域における人口統計である。南極には定住している住民がいないので、人口統計の対象となるのは季節的または通年に職員が滞在している観測基地や野外演習場、またはかつて存在した捕鯨を行う漁師の集落のみとなっている。いずれも南極条約に署名しているおよそ12か国が、季節的（夏のみ）または一年中、南極大陸またはそれを取り囲む南極海地域に人員を送り込んでいる。
南極条約の対象となる南緯60度線以南の地域にある南極大陸とその周辺の島々で科学的な調査を行ったり、それを支援したりしている人々の人口は、夏季のおよそ4000人から冬季のおよそ1000人まで変動する。これらとは別に、南極条約の対象となる水域で航行している船舶の船員と、船上で科学的な調査を実施している科学者がおよそ1000人存在する。最大の基地はアメリカ合衆国のマクマード基地であり、夏にはおよそ1000人の人口があり、冬でもおよそ200人の人口がいる。
少なくとも11人の子供が南極大陸で生まれている。南極大陸で生まれた初めての子供は、1978年1月7日に南極半島先端のホープ湾沿岸にあるアルゼンチンの観測基地、エスペランサ基地で、アルゼンチン人の両親のもとに生まれたエミリオ・パルマであった。南極大陸で初めて誕生した女児は同じく1978年5月27日にエスペランサ基地にあるアルゼンチン陸軍の駐屯地、フォーティン・サルゲント・カブラルで生まれたマリサ・デ・ラス・ニーブス・デルガドであった。